# Deutsche Schwimmmeisterschaften 1909
Die 26. Deutschen Meisterschaften im Schwimmen fanden am 8. und 9. August 1909 in Breslau im Ortsteil Leerbeutel statt. Es wurde eine Strecke von 100 m sowie 1500 m geschwommen und der Mehrkampf ausgetragen, welche aus Tauchen, Springen und 100 m Schwimmen bestand. Zudem fanden Vorläufe (ohne Meisterschaft) in Tauchen, 100 m Rücken, 400 m Brust, 300 m Seite und 3 × 200 m Freistil der Männer statt. Die Staffelsieger erhielten einen „Weltausstellungspreis“. 100 m Freistil sowie 100 m Brust der Frauen fanden ohne Meisterschaft, sondern als Vorläufer statt.
| Disziplin       | Name          | Verein              | Zeit        | Punkte |
| --------------- | ------------- | ------------------- | ----------- | ------ |
| 100 m Freistil  | Oskar Schiele | Magdeburger SC 1896 | 1:11,6 min  | –      |
| 1500 m Freistil | Otto Scheff   | Wiener AC           | 24:53,2 min | –      |
| Mehrkampf       | August Müller | Bremer SC 1885      | –           | 37,10  |

## Randnotizen
Der Deutsche Meister Oskar Schiele stellte am 27. Juni 1909 in Berlin mit 03:04,40 Minuten den ersten offiziellen Weltrekord der Männer über 200 m Rücken auf.